# 薩米特維爾 (紐約州)
薩米特維爾（英語：Summitville）是位於美國紐約州沙利文縣的非建制地區。

## 歷史
薩米特維爾的郵局自1872年營運至今。

## 地理
薩米特維爾所處的海拔為高於海平面167米（即548英呎），而該地所採用的時區為UTC-5，即北美东部时区（EST）。同時該地設有夏令時間，為UTC-5調快一小時，即UTC-4（EDT）。